# 莫詒隆
莫詒隆，現任美國休士頓大學土木系講座教授兼全校教務委員會(Faculty Senator)，2024年被中華民國地震工程學會頒發終生傑出貢獻獎。曾任台灣國家地震工程研究中心研究組長、美國史丹佛大學土木系訪問學者。德國漢諾瓦萊布尼茲大學博士、國立台灣大學碩士、國立成功大學學士。至2025年，莫教授已發表超過450篇國際學術論文，在180多個國際土木研討會發表過研究成果，出過五本結構材料的書，是國際土木工程界的知名學者，也是台灣921大地震後幫忙全台灣橋樑跟大樓在耐震設計的國家級功臣。莫詒隆曾得過台灣行政院國家科學委員會傑出研究獎，德國Alexander von Humboldt研究獎學金，台灣著名建築如台北101跟台灣高鐵當年的耐震和減震設計跟測試都是由莫怡隆教授負責設計及執行。
莫怡隆教授獲得2008年的美國土木工程學會地球與太空會議最佳論文獎，休士頓大學2007年榮譽教師獎，和休士頓大學2011年最佳土木研究獎，2015年的應用科學期刊專題論文獎，2016年的混凝土結構和材料國際期刊最佳論文獎，2019年的美國華人專業協會傑出成就獎，2019年的瑞典國際先進材料協會美國先進材料獎與2024年的瑞典國際先進材料協會科學家獎章。在教學上莫教授獲該校頒發2007年和2016年的傑出教師獎與 2018年卓越教學和創新指導教學獎。
莫怡隆教授，現為美國土木工程師協會與美國混凝土協會會士(Fellow)，曾任同濟大學光華講座教授、臺灣大學國際榮譽講座教授、臺灣國家地震工程研究中心顧問、基礎研究部門主任等職。莫教授長期從事混凝土的本構關係、混凝土和預應力混凝土結構性能與設計、鋼筋混凝土組合結構的抗震與抗爆性能、智慧傳感監測、控制與損傷識別、納米技術在材料與結構上的應用等方面研究工作，發表學術論文450餘篇，已指導8位博士後、27名博士研究生、48名碩士研究生及33位國際訪問學者。
莫詒隆的學校個人網頁 （页面存档备份，存于）